# Сигізмунд Кердей (староста)
Сигізмунд Кердей гербу Кердея (пом. 1499) — шляхтич, урядник Королівства Польського. Представник роду Кирдіїв (Кердеїв).

## Життєпис
Батько — львівський каштелян Грицько Кердейович, мати — перша дружина батька, про яку не вказав відомостей Адам Бонецький.
Від 1490 року мав тривалий процес із Сененськими щодо містечка Поморян. У 1492 році взяв у заставу Пліхів і Годів у Миколи Кердея. У 1494—1498 роках сплатив Сенявського із застави на Поморянах, Кальному, Розгадові.
Уряди (посади): красноставський (1466—1476) і теребовлянський (у 1462—1471 роках — спільно з братом Яном Свинкою, також сам у 1479—1498 роках) староста.
Ймовірно, загинув під час нападу татар.

### Сім'я
Перша дружина — дочка львівського каштеляна Юрія Струмила Олена, якій він у 1479 році записав «оправу».
Друга дружина Сигізмунда Кердея — Дорота із Сенна та Олеська, донька Яна з Сенна і Олеська, вдова Миколая Свинки з Поморян (1479) і белзького підкоморія Мартина (Марціна) з Острова.

## Зауваги
1. ↑  Власне так вказано в праці Пшибося, що поки є сумнівним; Бонецький вказує, що був ним до 1464 року з братом Яном
2. ↑  Згадка з 1479 року — Бонецького
3. ↑  У праці Пшибося на С. 347. вказано, що він та львівський хорунжий — теж Сигізмунд Кердей — одна особа, що не підтверджує праця Бонецького, де львівський хорунжий названий 4-м сином подільського старости Грицька Кердея